# Krążek linowy

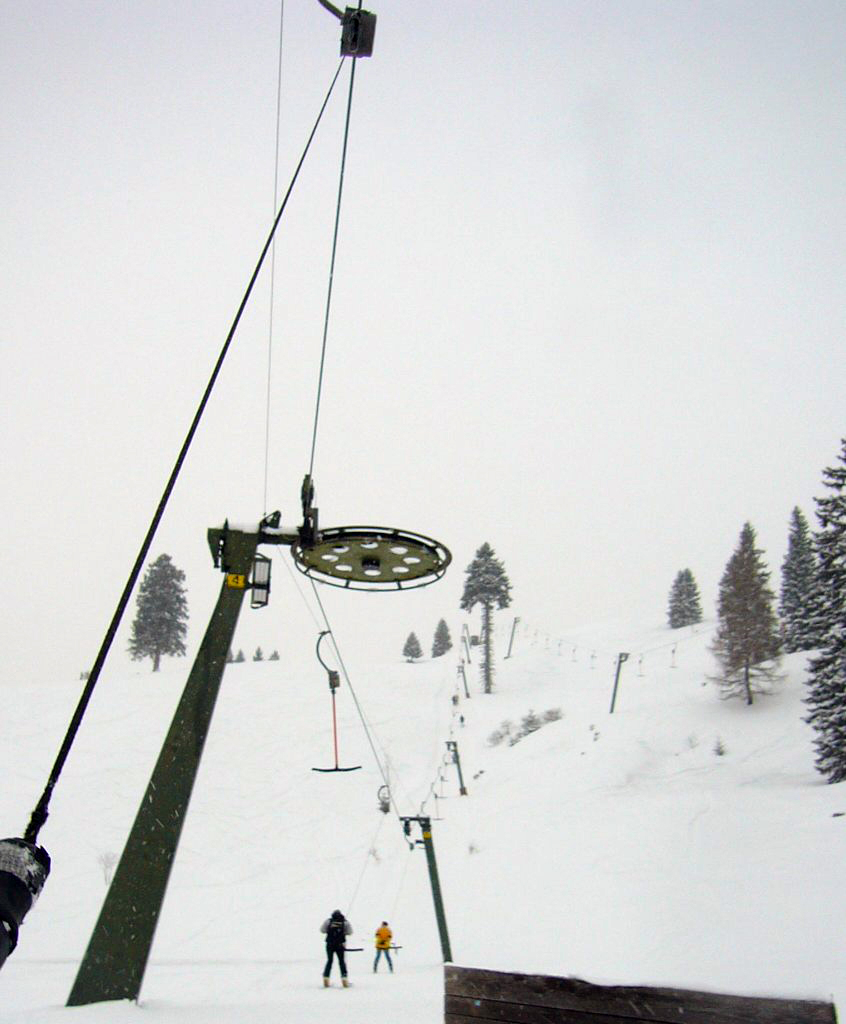
Wyciąg orczykowy w Sudelfeld

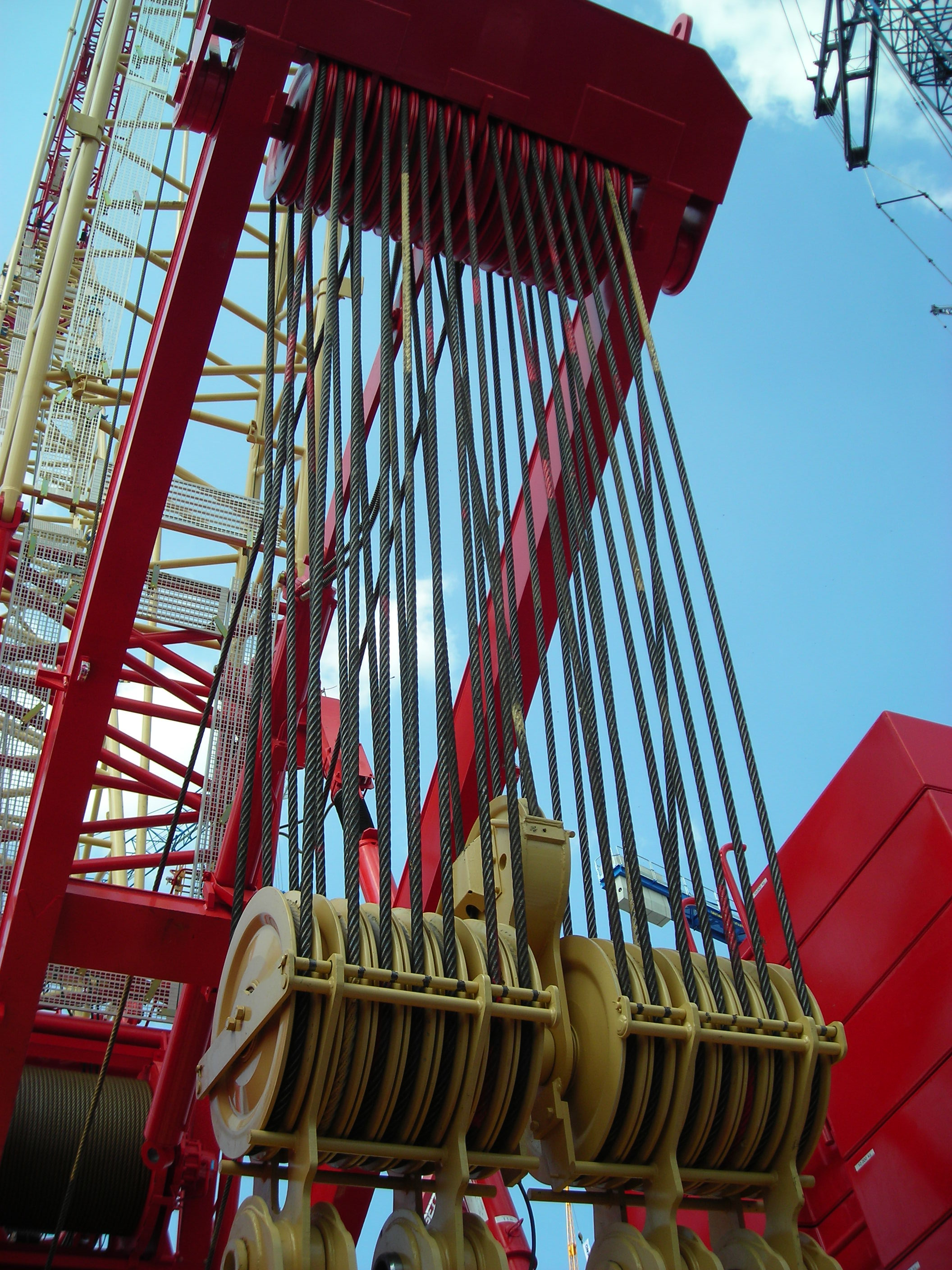
Dźwig hydrauliczny Kobelco SL6000 na targach budowlanych w Monachium (2007)

Krążek linowy (blok) – schemat

Krążek linowy, koło linowe, blok, bloczek – element osprzętu wielu urządzeń dźwigowych, w postaci grubego talerza, wykonanego najczęściej z metalu osadzonego na łożyskach tocznych lub ślizgowych na osi. Na obwodzie krążka znajduje się rowek linowy zapobiegający ześlizgiwaniu się liny (lub łańcucha).
Krążek linowy służy do prowadzenia liny, zmiany kierunku ruchu liny oraz jako element wyrównawczy w układach linowych.
Rozróżnia się dwa typy krążków
- stały (blok nieruchomy),
- przesuwny (blok ruchomy).

Krążki linowe zestawione w odpowiedni układ (zwany wielokrążkiem lub talią) połączony liną bądź linami zapewnia odpowiednie przełożenie sił przy podnoszeniu ładunków.

## Sprawność krążka linowego
Wskutek sztywności lin i występowania w łożyskowaniu sił tarcia ruchowi cięgien rzeczywistych towarzyszą straty:
- wywołane sztywnością lin (zależne od ich konstrukcji i obciążenia), praktycznie przyjmuje się

{\displaystyle \Delta {F}_{1}\approx 0{,}01F,}
- wywołane tarciem na łożysku

{\displaystyle \Delta {F}_{2}=\mu {\frac {d}{D}}F_{N},}
gdzie siła nacisku jest równa:
{\displaystyle F_{N}=2F\sin {\frac {\beta }{2}}.}
Stąd całkowite straty
{\displaystyle \Delta {F}=\Delta {F}_{1}+\Delta {F}_{2},}
gdzie:
{\displaystyle \mu } – współczynnik tarcia,
{\displaystyle F} – siła naciągu liny,
{\displaystyle d} – średnica łożyska,
{\displaystyle D} – średnica bloczka,
{\displaystyle \beta } – kąt między końcami liny.
Sprawność krążka określa wzór:
{\displaystyle \eta ={\frac {F}{F+\Delta {F}}}.}
W praktyce przyjmuje się:
- przy łożyskowaniu tocznym {\displaystyle \eta =0{,}97,}
- przy łożyskowaniu ślizgowym {\displaystyle \eta =0{,}95.}

## Zastosowania krążka linowego
- dźwig
- winda
- osprzęt żeglarski